# Saab 18
El Saab 18 era un bombardero ligero en picado bimotor diseñado y fabricado en Suecia. Tras su aparición en el año 1942 fue considerado como uno de los mejores y más rápidos aviones de su tipo, con una velocidad máxima de casi 600 km/h.

## Desarrollo

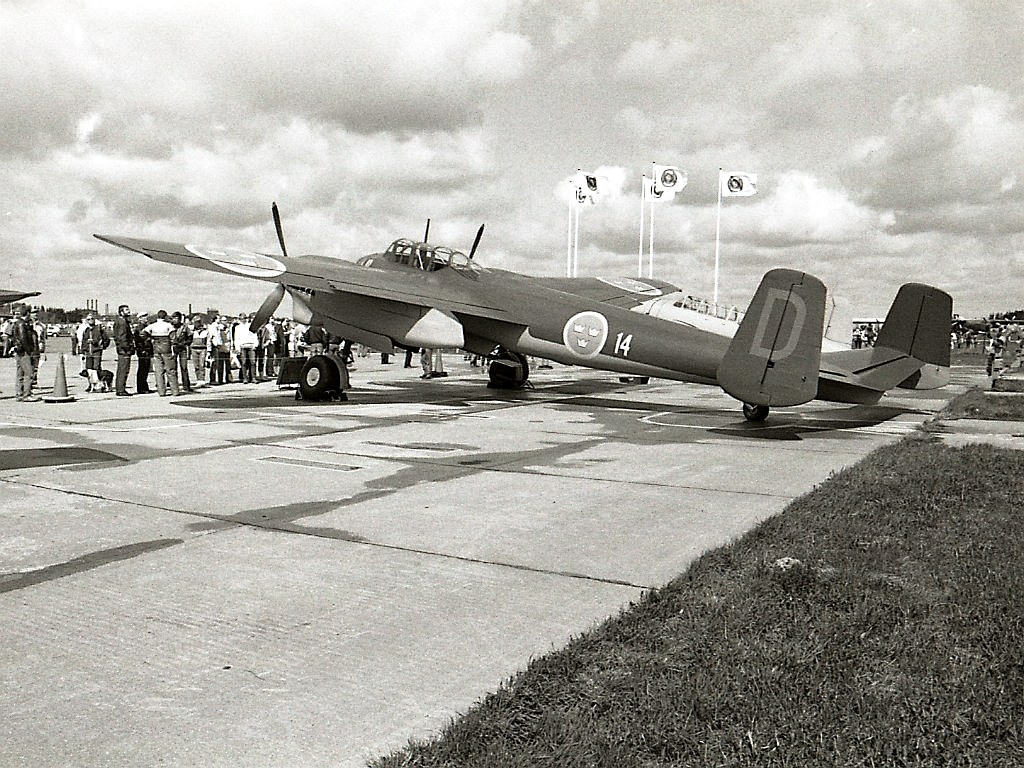
Saab B 18B.

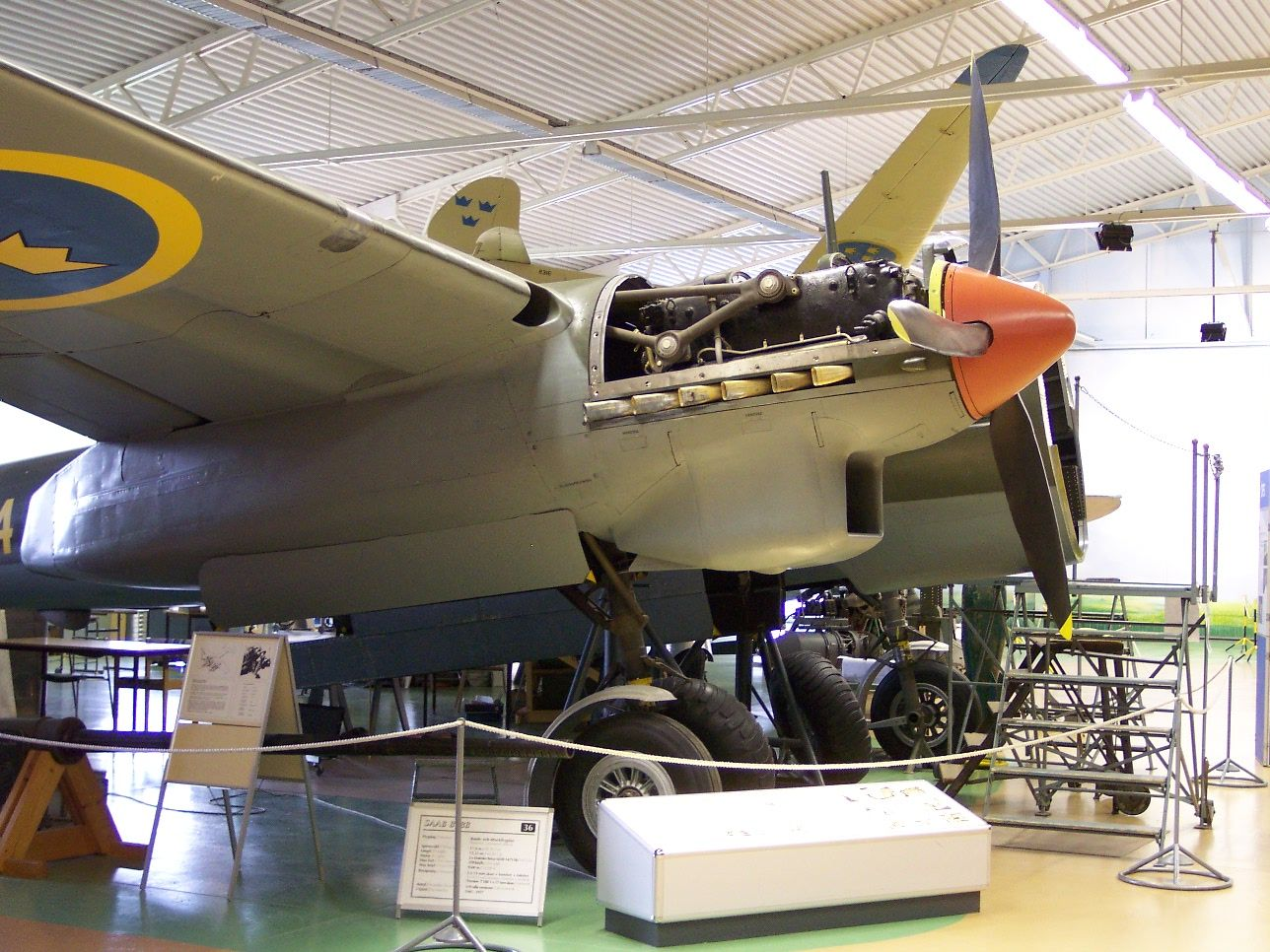
Saab-18 durante la renovación en el Flygvapenmuseum

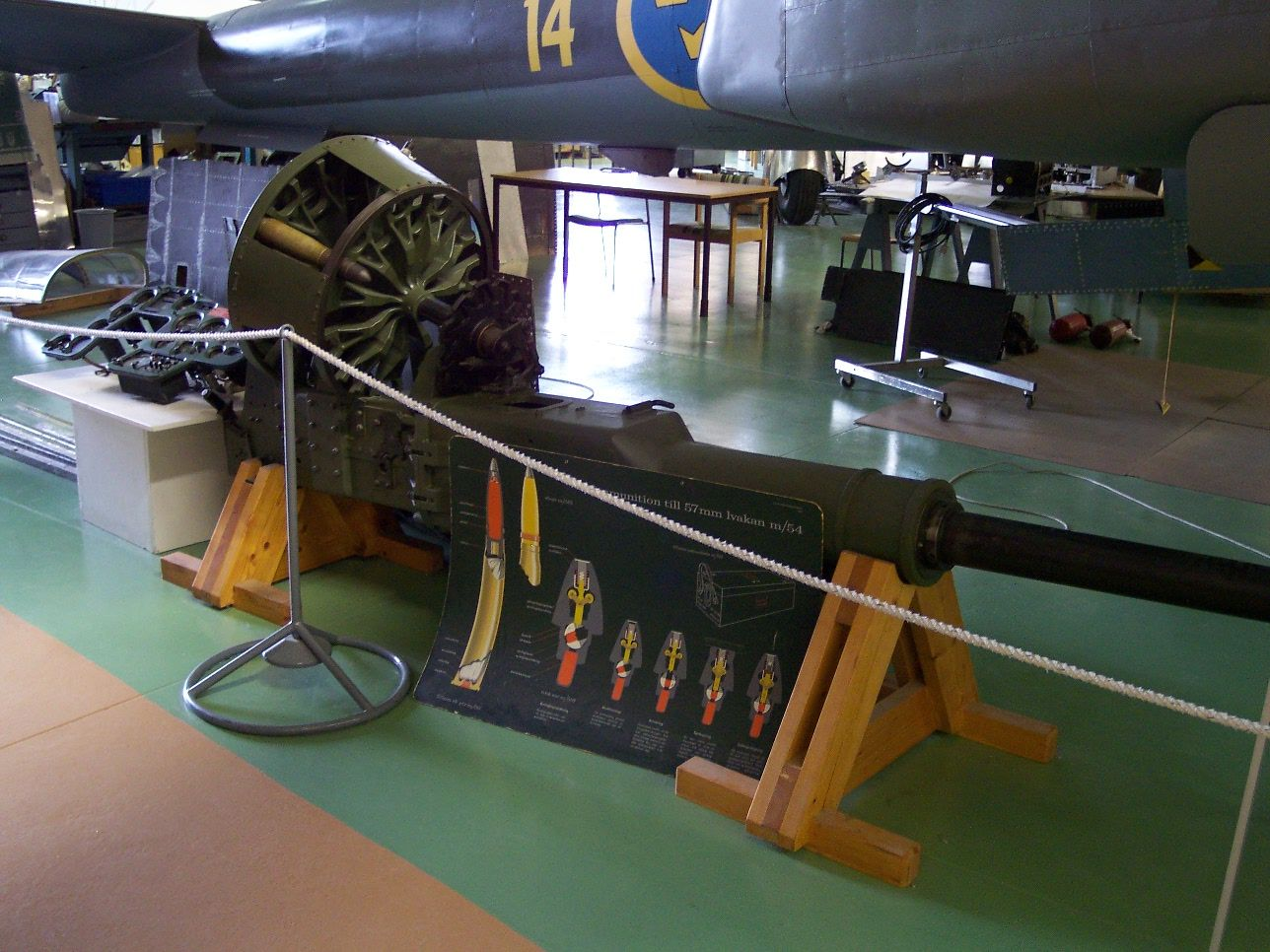
Cañón Bofors m/47 de 57 mm, instalado en el T 18B

Alrededor del año 1939, después de una convocatoria de licitaciones bajo el nombre Proyecto L-11, empezaron los trabajos de diseño de un avión de reconocimiento con ala media cantilever y de construcción primariamente metálica, sección de proa realizada a base de paneles trasparentes y unidad de cola bideriva. El Saab 18 fue originalmente planeado como el primer avión sueco con un tren de aterrizaje en el morro, pero tuvo que ser finalmente construido con uno clásico y retráctil. El desarrollo se retrasó debido al cambio de especificaciones de la Flygvapnet en el que se requería que el  avión también tendría que poder ser utilizado como bombardero ligero y en picado, por lo que los dos prototipos tuvieron que ser rediseñados y equipados como tales.
No fue hasta el 19 de junio de 1942 cuando el primero de dos prototipos Saab-18A se elevó en su primer vuelo. Estaban propulsados (en principio) por dos motores en estrella Pratt & Whitney R-1830 Twin Wasp fabricados bajo licencia por Volvo . Las primeras evaluaciones de los prototipos revelaron que el Saab-18A resultaba falto de potencia; a pesar de ello se inició la producción de 60 aviones de este tipo porque no existían alternativas. Esta producción abarcó el avión de reconocimiento fotográfico S-18A, así como el bombardero B-18A;  Los últimos ejemplares del S 18A fueron equipados con Radar.
En 1944 estuvo disponible la versión construida bajo licencia del motor alemán Daimler Benz DB 605B con una potencia de 1.475 cv y se empezó la construcción de la versión de bombardeo en picado, cuyo prototipo, el  Saab-18B, voló por primera vez el 10 de junio de 1944. De este tipo, designado B18B se construyeron 120 ejemplares. Estaba armado con una ametralladora fija de tiro frontal M/22F de 7,9 mm, dos m/39A ( Browning M2 ) de 13,2 mm en montajes orientables, una carga interna de bombas de 1.500 kg y capacidad de utilizar cohetes aire-aire.
La última versión de serie fue la T18B, concebido desde un principio como torpedero; en realidad, esta variante sería utilizada como aparato de ataque. Voló por primera vez el 7 de julio de 1945. Este tipo introdujo mejoras, entre ellas un mejor concepto aerodinámico, y una tripulación de dos (en vez de tres) con asientos eyectables. Como armamento ofensivo disponía de dos cañones de 20 mm y de un cañón Bofors m/47 de 57 mm bajo la sección de proa con capacidad de 41 disparos. Se construyeron 62 ejemplares, que comenzaron su servicio activo en 1948.
El primero de los bombarderos B18A entró en servicio con las Flygvapen (Fuerzas Aéreas de Suecia) en junio de 1944 y el último T18B se completó en 1948. En total se construyeron 242 Saab-18, parte de los cuales se mantuvieron en servicio activo hasta 1956.

## Especificaciones
| Saab 18B                |                                                                                           |
| Parámetros              | Datos                                                                                     |
| Longitud                | 13,23 m                                                                                   |
| Envergadura             | 17,00 m                                                                                   |
| Altura                  | 4,35 m                                                                                    |
| Superficie de alae      | 43,75 m²                                                                                  |
| Motor                   | 2 Daimler-Benz DB 605B de 12 cilindros en V (fabricado bajo licencia en Suecia por Volvo) |
| Potencia                | 1.085 kW / 1.475 CV c/u                                                                   |
| Velocidad Máxima        | 575 km/h                                                                                  |
| Techo Máximo            | 9.800 m                                                                                   |
| Alcance                 | máximo 2.600 km                                                                           |
| Peso Máximo de Despegue | máximo 8.800 kg                                                                           |
| Tripulación             | 3 (Piloto, Navegador, Bombardero)                                                         |
| Armamento               | una 7,9 mm MG M/22F fija dos 13,2 mm MG M/39A movibles Cohetes aire-aire bajo las alas    |
| Cargamento Interno      | 1.500 kg                                                                                  |

### Aeronaves similares
- Douglas A-20 Havoc
- de Havilland Mosquito
- Dornier Do 17
- Petlyakov Pe-2